# Ashigara
L'Ashigara (足柄?) è stato un incrociatore pesante della Marina imperiale giapponese, appartenente alla classe Myoko e così chiamato in onore della montagna omonima che si eleva nel Parco nazionale Fuji-Hakone-Izu, esteso per tre prefetture dell'isola di Honshū. Fu varato nell'aprile 1928 dal cantiere navale di Kōbe.
Formò in più riprese, con i tre incrociatori gemelli, la 5ª Divisione. negli anni trenta servì durante la seconda guerra sino-giapponese e rappresentò il Giappone nel maggio 1937 durante la cerimonia per l'incoronazione del re Giorgio VI del Regno Unito. Nel dicembre 1941, subito dopo l'attacco di Pearl Harbor, appoggiò le vittoriose operazioni anfibie nelle Filippine e il 1º marzo 1942 ebbe una parte limitata nella seconda battaglia del Mare di Giava. In seguito divenne nave ammiraglia della 2ª Flotta di Spedizione del sud e quindi del comando superiore, la Flotta dell'Area sud-occidentale. Per tutto il 1943 fu spesso di base nella città giavanese di Soerabaja, dove espletò compiti di nave da guardia o dalla quale condusse viaggi a Singapore e Makassar; effettuò anche un paio di crociere in Giappone per incrementare l'armamento contraereo e implementare sistemi radar. Nel 1944, dopo una missione di trasporto truppe a Mergui, tornò nelle acque nazionali e funse da nave di guardia a Ominato, poi attese a numerose esercitazioni nel corso dell'estate, al termine delle quali ricevette altri potenziamenti. Divenuto ammiraglia della 5ª Flotta e della 21ª Divisione incrociatori (che comprendeva anche il Nachi), a metà ottobre lasciò Kure e partecipò marginalmente alla battaglia del Golfo di Leyte, in particolare allo scontro nello stretto di Surigao. Indenne, rientrò a Brunei e poi alla baia di Camrahn in Indocina, dalla quale alla fine di dicembre 1944 condusse un riuscito raid contro la testa di ponte statunitense su Mindoro.
Dal principio del 1945 riformò con lo Haguro la 5ª Divisione, impegnata in missioni di rifornimento nel Golfo del Bengala e in spostamenti tra Singapore e Batavia per raccogliere truppe. Durante un viaggio di questo tipo, l'8 giugno 1945, l'incrociatore cadde nell'agguato dei sommergibili britannici HMS Trenchant e HMS Stygian nello Stretto di Bangka. Gravemente colpito, affondò in tarda mattinata con molti dei soldati trasportati.

## Caratteristiche
L'incrociatore pesante Ashigara era uno dei quattro componenti la classe Myoko. Presentava una lunghezza fuori tutto di 203,76 metri, una larghezza massima di 17,34 metri e un pescaggio medio di 5,90 metri; il dislocamento standard era pari a 10 160 tonnellate (un poco superiore al limite imposto dal trattato navale di Washington del 1922) e quello a pieno carico a 13 120 tonnellate invece delle 11 663 tonnellate di progetto.
Rispetto alla precedente classe Aoba l'armamento era stato incrementato nettamente. In cinque torri binate, tre a prua con quella mediana sopraelevata e due a poppa sovrapposte, erano stati distribuiti dieci cannoni Type 3 numero 1 da 200 mm lunghi 50 calibri (L/50). Inoltre, nonostante alcune polemiche da parte della squadra tecnica, lo stato maggiore generale impose l'installazione in ogni murata di sei tubi lanciasiluri fissi da 610 mm. Poiché la minaccia aerea al naviglio militare era ancora poco riconosciuta, erano disponibili solo sei cannoni Type 10 da 120 mm L/45; erano coadiuvati da due mitragliatrici Lewis da 7,7 mm. La corazzatura fu più curata rispetto agli Aoba: alla cintura era spessa 100 mm e si estendeva per circa 123 metri; le barbette erano state rivestite con un guscio spesso 75 mm; il primo ponte era dotato di acciaio spesso 35 mm e quello superiore era formato da due strati di corazza distanziati. Sotto la linea di galleggiamento furono fissate delle controcarene che, combinate a un sistema interno di paratie stagne longitudinali, costituivano la protezione contro siluri e detonazioni subacquee. Le torri erano protette da piastre spesse 25 mm.
Il sistema di propulsione contava dodici caldaie Kanpon che alimentavano quattro turbine a ingranaggi a vapore, a ciascuna delle quali era vincolato un albero motore con elica. Era erogata una potenza totale di 130 000 shp e la velocità massima di toccava i 35,5 nodi; l'autonomia era pari a 8 000 miglia (circa 14 800 chilometri) alla velocità di crociera di 14 nodi. La scorta di carburante ammontava a 2 470 tonnellate di olio combustibile. L'incrociatore era manovrato da un equipaggio di 773 tra ufficiali e marinai e disponeva di una catapulta a poppavia, rivolta al lancio dei due idrovolanti Nakajima E2N di bordo poi ricuperabili mediante un argano.
L'Ashigara fu modificato più volte assieme alle unità sorelle. Tra il 1931 e il 1934 scambiò i pezzi principali con la versione aggiornata a 203 mm. Tra il novembre 1934 e il 1936 i lanciasiluri fissi furono completamente rimpiazzati con due complessi quadrinati brandeggiabili, sul tetto della nuova sala furono inchiavardate due catapulte di modello recente (gli idrovolanti erano ora quattro Nakajima E8N) e i pezzi Type 10 furono sostituiti da quattro torri binate con cannoni Type 89 da 127 mm L/40; furono anche rafforzata e allargata la controcarena, riorganizzata la distribuzione dei proiettori di nuovo tipo e aggiunti due impianti quadrinati di mitragliatrici pesanti Type 93 da 13,2 mm. Gli ultimi interventi furono rivolti a rafforzare lo scafo e gli alberi tripodi di prua e poppa. Tra il 1939 e l'inizio del 1941 furono implementati una catapulta ancora più capace e moderni sistemi per il controllo del tiro; furono poi aggiunti altri due impianti quadrinati di lanciasiluri atti a utilizzare gli ordigni Type 93 da 610 mm, le caldaie vennero ritubate e la controcarena antisiluro fu nuovamente allargata (con effetti positivi su stabilità e pescaggio). Furono invece rimossi gli affusti quadrinati e le Lewis in favore di quattro installazioni binate di cannoni contraerei Type 96 da 25 mm L/60 e di due altre su mitragliatrici Type 93. L'aumento di dislocamento (13 000 tonnellate a vuoto, 14 743 a pieno carico) significò la riduzione dell'autonomia a 7 463 miglia a 14 nodi e della scorta di olio combustibile a 2 214 tonnellate, mentre l'equipaggio salì a 970 uomini.

## Impiego operativo

### Varo e 1930-1940
L'incrociatore pesante Ashigara fu ordinato nell'anno fiscale edito nel 1923. La sua chiglia fu impostata nel cantiere navale di Kōbe, gestito dalla Kawasaki, l'11 aprile 1925 e il varo avvenne il 22 aprile 1928; fu completato il 20 agosto 1929. Il 30 novembre di quell'anno divenne nave ammiraglia della 4ª Divisione incrociatori, costituita dalle altre tre unità della classe, e al contempo anche della 2ª Flotta da cui dipendeva: il 26 ottobre questa divisione fu presente alla rivista navale condotta dall'imperatore Hirohito e il 1º dicembre 1930 lo Ashigara passò al comando del capitano di vascello Tomisaburō Otagaki. Egli cedette il posto al pari grado Sugao Yokoyama il 15 novembre 1933. Nel frattempo l'Ashigara era stato trasferito alla 5ª Divisione incrociatori e dal maggio al settembre 1933 partecipò alle esercitazioni annuali. La divisione fu nuovamente sciolta subito dopo e lo Ashigara servì tra gli Squadroni di guardia di Kure e Sasebo, sino al biennio 1934-1936 quando fu sottoposto all'ammodernamento più radicale. Nel corso delle manovre dell'estate 1935, avvenute al largo di Muroran, la torre numero due da 203 mm fu demolita dallo scoppio accidentale delle granate e si ebbero quarantuno morti. Nel corso di questo biennio, inoltre, la nave fu comandata dai capitani Takeo Sakura e Moriji Takeda, questi dal 1º dicembre 1936. I quattro incrociatori riformarono poi la 5ª Divisione, ma lo Ashigara fu selezionato il 10 marzo 1937 per rappresentare l'Impero giapponese alla rivista dell'incoronazione britannica, prevista a maggio: sul ponte furono sistemati due cannoni Yamauchi da 60 mm per lo sparo di salve inaugurali e furono imbarcati due idrovolanti biposto Nakajima E8N1. Lo Ashigara salpò il 3 aprile 1937 con le insegne del comandante della 4ª Divisione incrociatori, contrammiraglio Sonosuke Kobayashi e, dopo le tappe a Singapore, Aden, canale di Suez e Malta arrivò il 10 maggio a Portsmouth. Dieci giorni più tardi si svolse a Spithead l'imponente cerimonia in onore del nuovo sovrano britannico, Giorgio VI del Regno Unito, il cui yacht passò a tribordo dell'incrociatore nipponico; successivamente lo Ashigara fu presente a una dimostrazione di attacco aereo nell'area di Dover e un ufficiale di bordo, il capitano di corvetta Shigeru Makino, notò la presenza di torri radar sulla costa, avvisando subito l'Ufficio tecnico della Marina imperiale circa i progressi britannici nell'impiego di onde radio nei sistemi contraerei.
Il 24 maggio lo Ashigara si fermò a Kiel in Germania e gran parte dell'equipaggio viaggiò in treno sino a Berlino per una visita alla città; al contempo il contrammiraglio Kobayashi, il capitano Takeda e il capo di stato maggiore della divisione Kameto Kuroshima incontrarono Adolf Hitler nella Cancelleria del Reich. Il 27 e il 31 maggio si svolsero a Kiel i festeggiamenti delle due marine militari in occasione di due importanti anniversari, la battaglia di Tsushima e la battaglia dello Jutland, quindi nel pomeriggio lo Ashigara mollò gli ormeggi per fare ritorno in patria. Fece tappa a Gibilterra, Porto Said e infine Colombo, prima di fermarsi a Sasebo l'8 luglio 1937: qui fu scelto come nave ammiraglia della nuovamente riunita 5ª Divisione incrociatori. Il 20 agosto 1937, all'inizio della seconda guerra sino-giapponese, l'Ashigara salpò da Atsuta (Nagoya) con gli incrociatori Myoko, Nachi, Haguro, Maya, Jintsu e otto cacciatorpediniere: a bordo portava il quartier generale dell'Armata di spedizione in Cina, che il giorno successivo fu trasferito sui cacciatorpediniere per lo sbarco. Tra l'11 e il 13 novembre fu coinvolto nelle operazioni di assistenza alla nave da crociera USS President Hoover, rimasta incagliata su una scogliera a nord-est di un isolotto appartenente a Formosa; la nave fu in ultimo evacuata il 14 dicembre, in seguito alle notizie circa l'incidente della USS Panay, e dichiarata perduta. Il giorno successivo lo Ashigara passò al comando del capitano Kuninori Marumo e il 3 giugno 1938 al capitano marchese Tadashige Daigo, che fu a sua volta rimpiazzato il 1º dicembre dal pari grado Michiaki Kamata: egli ebbe anche ai suoi ordini l'incrociatore leggero Yubari per la prima metà del novembre 1939.

### 1941-1942

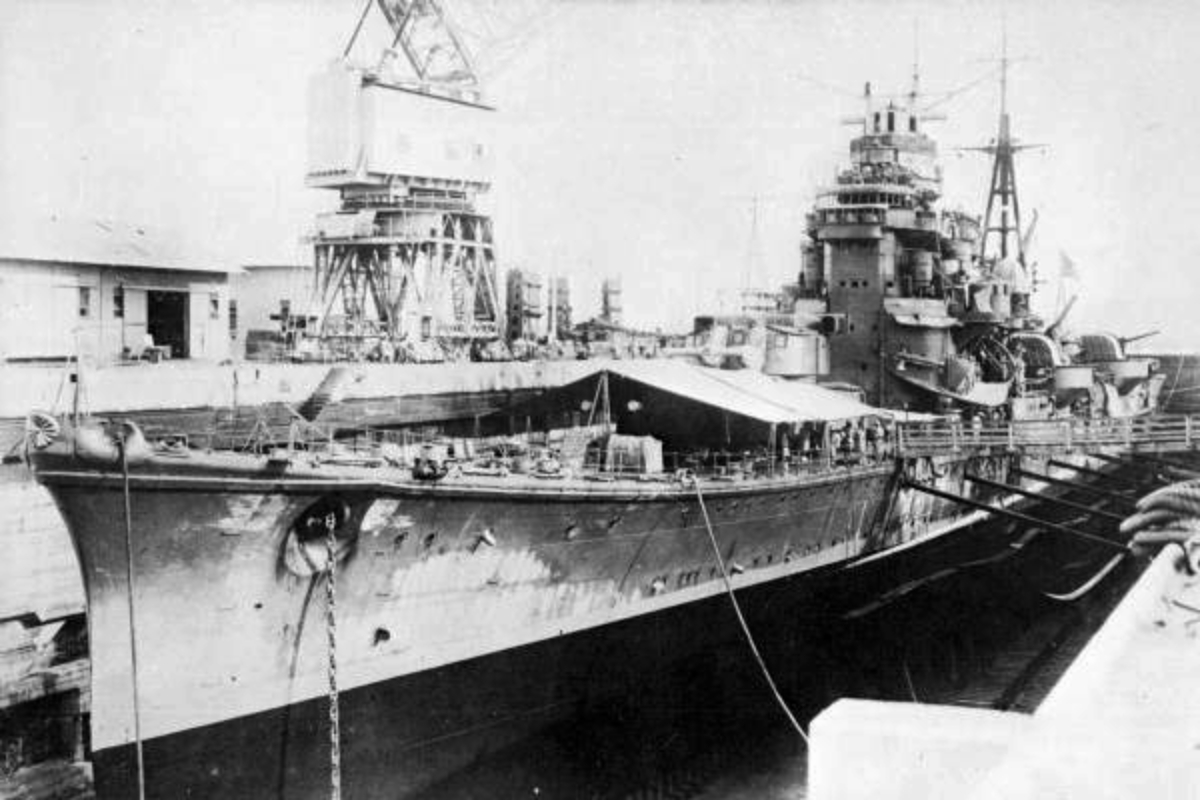
LAshigara viene raddobbato in bacino a Singapore

Il 5 luglio 1941 il capitano di vascello Yoshiyuki Ichimiya divenne comandante dello Ashigara e salpò quel giorno stesso da Takao alla volta di Canton, raggiunta il 7, quindi si spostò all'isola di Hainan. Il 24 luglio partì da Samah con la 7ª Divisione incrociatori (Mogami, Mikuma, Kumano, Suzuya) e la 2ª Divisione portaerei (Soryu, Hiryu), dispiegate per supportare l'occupazione dell'Indocina francese, il cui governatore aveva ceduto alle pressioni giapponesi di concedere basi militari. Dal 29 luglio all'11 agosto lo Ashigara rimase nella rada di Saigon, quindi il 12 fece ritorno a Samah poiché le operazioni non avevano incontrato alcuna difficoltà. Intraprese dunque una breve crociera di pattugliamento nelle acque cinesi e il 23 agosto si fermò a Sasebo. Per i mesi seguenti l'attività dell'incrociatore non è nota e lo si ritrova il 2 dicembre nella base militare di Mako (isole Pescadores), nel ruolo di nave ammiraglia della 16ª Divisione incrociatori (che comprendeva anche il Kuma) e della 3ª Flotta del viceammiraglio Ibō Takahashi, schierata nelle Pescadores e nelle isole Palau per supportare le imminenti operazioni anfibie sulle Filippine. Il 7 dicembre lasciò il porto assieme agli incrociatori Maya, Kuma, ai cacciatorpediniere Asakaze e Matsukaze e fece rotta per le coste settentrionali di Luzon; il 10, dinanzi all'isola, fu oggetto di due attacchi portati da un totale di nove idrovolanti Consolidated PBY Catalina, che però rimasero senza risultato. L'11 appoggiò il facile sbarco a Vigan, sfuggì al bombardamento operato da cinque Boeing B-17 Flying Fortress e il 14 fece ritorno a Mako per rifornimento e riposo. Il 19 salpò nuovamente per le Filippine e il 22 fece parte dello schermo navale che supportò l'imponente sbarco nel Golfo di Lingayen, quindi rientrò a Mako e da lì si spostò a Takao. Ricevuti nuovi ordini, il 6 gennaio 1942 fece brevemente tappa a Davao, appena occupata, poi a Jolo (14 gennaio) e Balikpapan nel Borneo olandese (18 febbraio); il 25 febbraio, infine, gettò le àncore a Makassar, nell'isola di Celebes. Qui fu raggiunto dal Myoko e dai cacciatorpediniere Inazuma, Akebono e Ikazuchi e tutte le unità salparono nel tardo pomeriggio come parte della scorta ravvicinata al convoglio orientale giapponese, volto all'invasione di Giava. L'Ashigara fu dunque presente alla battaglia del Mare di Giava il 27 febbraio e poi al secondo omonimo scontro il 1º marzo: assieme al Myoko, Ikazuchi, Akebono ingaggiò uno scambio di cannonate con l'incrociatore pesante HMS Exeter, danneggiò il cacciatorpediniere HMS Encounter con una salva caduta vicina allo scafo e diede il colpo di grazia al danneggiato cacciatorpediniere USS Pope.
Dopo essere tornato il 5 a Makassar, lo Ashigara fu scelto come ammiraglia dell'appena costituita 2ª Flotta di spedizione del sud, una delle tre componenti navali poste a difesa delle Indie orientali olandesi. Il 26 marzo salpò e coprì a distanza l'invasione della rocciosa Isola di Natale; il 6 aprile rientrò a Makassar e quattro giorni dopo assunse il ruolo di ammiraglia della Flotta dell'Area sud-occidentale, con responsabilità estesa anche a Malaysia e Filippine. Tra la fine di aprile e la fine di maggio rimase a Soerabaja, quindi il 25 salpò e fece rotta su Sasebo. Giunse a destinazione il 2 giugno e dal 10 al 20 rimase in bacino di carenaggio. Il 1º luglio si fermò alla rada di Makassar, dove l'8 riprese le insegne di ammiraglia della 2ª Flotta di spedizione del sud, quindi sino a buona parte di settembre effettuò alcuni viaggi tra Soerabaja, Makassar e Singapore. Il 25 settembre cambiò anche comandante, ruolo che passò al capitano di vascello Masami Ban; il 30, da Soerabaja, partì in missione di trasporto truppe: fece tappa a Davao (3 ottobre), alla base aeronavale di Rabaul (8 ottobre) e il giorno seguente sbarcò gli uomini alle isole Shortland. Il 20 ottobre rientrò a Soerabaja e forse per i successivi due mesi rimase lì all'àncora, partendone solo il 23 dicembre: raggiunse il munito arsenale di Singapore, dove fu tratto in secca per un'accurata opera di pulizia e tinteggiatura dell'opera viva.

### 1943
Il 2 gennaio 1943 lo Ashigara tornò in mare e il 7 fece ritorno a Soerabaja, dove rimase per alcuni mesi come nave da guardia. Il 1º aprile salpò alla volta di Sasebo, toccata il 9; qui fu incrementato l'armamento contraereo con l'aggiunta di quattro installazioni binate di cannoni Type 96, mentre le mitragliatrici furono sbarcate. Fu anche aggiunto un radar Type 21 per l'individuazione di bersagli in cielo o in superficie. Il 10 maggio lo Ashigara fece rotta su Tarakan, dove giunse la settimana seguente e fece rifornimento, quindi proseguì sino a Soerabaja e riprese il ruolo di nave da guardia, venendo però posto alle dipendenze dirette dello stato maggiore della Flotta dell'area sud-occidentale. Il 20 settembre divenne ammiraglia della 16ª Divisione incrociatori, formata dagli incrociatori leggeri Kuma, Kinu, Kitakami, Oi e un mese più tardi si spostò a Singapore, dove fu revisionato. Dal 1º novembre e per i due mesi seguenti fu di base alle isole Lingga (poco lontane dalla città) e partecipò a numerose crociere d'addestramento.

### 1944

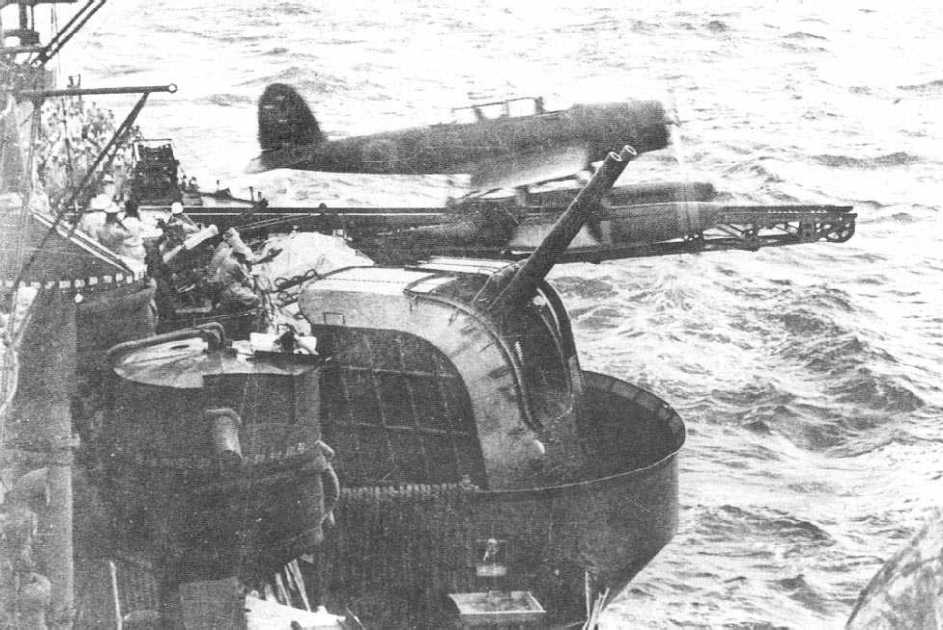
Operazioni di lancio di un idrovolante Aichi E13A dallAshigara. Si noti in primo piano la casamatta corazzata dell'impianto binato di pezzi Type 89 contraerei da 127 mm.

A inizio gennaio l'Ashigara si trovava a Singapore. Da qui salpò il 3 con gli incrociatori Aoba e Kuma e il cacciatorpediniere Ushio, con i quali si fermò a Penang per caricare truppe dell'Esercito imperiale, che furono lasciate tra il 5 e il 6 a Mergui in Birmania. Il 9 gennaio le unità, tranne il Kuma, rientrarono a Singapore e il 30 lo Ashigara ebbe un nuovo comandante nel capitano di vascello Hayao Miura (30 gennaio). Il 25 febbraio fu trasferito alla 21ª Divisione incrociatori con il gemello Nachi e due giorni dopo salpò alla volta di Sasebo, rischiando durante il viaggio di essere attaccato dal sommergibile USS Jack. Dopo aver ricevuto un radar Type 22 e altri otto cannoni Type 96 da 25 mm in impianti singoli, lo Ashigara rimase tra il 2 e il 30 aprile a Ominato come nave da guardia, assieme al Nachi; condusse anche diverse esercitazioni di rifornimento in mare con la petroliera Teiyo Maru. Il 19 giugno i due incrociatori pesanti lasciarono Ominato e il 21 si fermarono a Yokosuka, dove furono revisionati e ripuliti. Dopo aver passato luglio di nuovo a vigilare la base militare, le due unità si spostarono il 2 agosto a Kure e parteciparono a una serie di addestramenti nel Mare interno di Seto, poi dal 15 settembre lo Ashigara e il Nachi furono sottoposti a una serie di lavori nell'arsenale. L'armamento contraereo fu aumentato con due impianti binati di pezzi Type 96 e ulteriori venti su affusti individuali, inoltre fu installato un radar per ricerca aerea Type 13.
Il 14 ottobre salpò da Kure con il resto della 5ª Flotta del viceammiraglio Kiyohide Shima, formato dagli incrociatori Nachi (ammiraglia), Abukuma e sette cacciatorpediniere, e si portò il 16 ottobre alle isole Amami Ōshima: qui furono ricevute affrettate istruzioni di navigare a tutta forza verso sud e unirsi alla squadra del viceammiraglio Shōji Nishimura, per supportarla durante il forzamento dello stretto di Surigao da sud e il conseguente attacco alla flotta anfibia della United States Pacific Fleet. Il 18 Shima partì, fece poi tappa a Mako nelle Pescadores e il 21 riprese la navigazione con rotta su Coron, nelle Filippine; durante questi spostamenti fu avvistato da diversi sommergibili e attaccato due volte, tuttavia senza esito. Arrivate incolume alla meta, le unità della 5ª Flotta salparono il mattino del 24 e contornarono in senso orario le Filippine meridionali, ma non riuscirono a raggiungere la flotta di Nishimura, che anzi andò quasi del tutto distrutta nella prima fase della battaglia dello stretto di Surigao, avendo cozzato contro lo schieramento nettamente superiore della Settima Flotta statunitense. Alle 04:20 del 25 ottobre Shima giunse presso lo stretto, respinse un'incursione di motosiluranti che però danneggiarono lo Abukuma e, con lo Ashigara e il Nachi, condusse un attacco con i siluri contro dei contatti segnalati dal radar, poi rivelatisi falsi. Subito dopo l'ammiraglia entrò in collisione con il relitto dell'incrociatore pesante Mogami e Shima ordinò la ritirata; la formazione si divise e lo Ashigara, con i cacciatorpediniere Kasumi e Ushio, accompagnò l'avariato incoricatore pesante Kumano (sopravvissuto alla battaglia navale al largo di Samar) fino alla rada di Coron, dove fu fatto rifornimento.
Partito il 27 con il Nachi e una divisione di cacciatorpediniere, lo Ashigara fece tappa all'isola di Palawan e poi si fermò a Brunei: qui rimase sino al 17 novembre, giorno nel quale partì con la nave da battaglia Haruna e l'incrociatore leggero Ōyodo per le isole Spratly, dove il giorno dopo divenne nuova ammiraglia di Shima (il Nachi era stato distrutto il 5 novembre); unito dunque alla 4ª Divisione portaerei (Ise, Hyuga), si spostò alle isole Lingga e, il 14 dicembre, nella baia di Camrahn in Indocina: quello stesso giorno i due incrociatori furono distaccati al gruppo d'attacco del contrammiraglio Masatomi Kimura (con già sei cacciatorpediniere) per condurre un attacco alla testa di ponte stabilita dagli statunitensi a San Jose, sull'isola di Mindoro. Il 24 dicembre la formazione salpò dalla baia ma fu localizzata durante il tragitto e il 26 dovette sopportare l'attacco di un gruppo di bombardieri bimotori North American B-25 Mitchell: il cacciatorpediniere Kiyoshimo fu centrato da due bombe e fu abbandonato immobile, mentre l'Ashigara incassò un ordigno da 500 libbre (circa 227 chili) che però non provocò danni seri. Il giorno dopo, infatti, cannoneggiò con oltre 200 granate le spiagge di sbarco nemiche, quindi rientrò senza problemi a Cam Rahn.

### 1945 e l'affondamento
Il 1º gennaio 1945 l'Ashigara arrivò a Singapore, dove a fine mese fu riparato; poi dal 31 fu di base alle isole Lingga. Tornò a formare con lo Haguro la 5ª Divisione incrociatori, la quale dal 5 febbraio passò dalla Flotta dell'Area sud-occidentale alla 10ª Flotta d'area del viceammiraglio Shigeru Fukudome. Da allora in avanti fu coinvolto in regolari missioni di trasporto e rifornimento dalle Indie olandesi al Golfo del Bengala, in appoggio alle malconce armate nipponiche in Birmania e alle guarnigioni nelle isole Andamane e Nicobare. Tra il 17 e il 24 aprile lo Ashigara, scortato dal cacciatorpediniere Kamikaze, fu oggetto di due attacchi portati dal sommergibile olandese O-19 durante un viaggio da Batavia a Singapore, ma non fu raggiunto da alcuno dei siluri lanciati. Il capitano Miura fece comunque presente che nella rotta finale l'opera viva aveva grattato un relitto o un basso fondale, cosa che aveva messo fuori uso la sala idrofoni: l'incrociatore fu dunque trainato in secca e riparato nella prima metà di maggio; intanto Miura era promosso contrammiraglio. Il 4 giugno lo Ashigara e il Kamikaze salparono da Singapore e raggiunsero Batavia il giorno successivo, sfuggendo a due sommergibili statunitensi che li avevano avvistati: qui l'incrociatore imbarcò 1 600 soldati e materiale vario.
L'8 giugno l'Ashigara e il Kamikaze ripartirono per Singapore seguendo la rotta che attraversava lo stretto di Bangka. Qui erano però in attesa i sommergibili Trenchant del capitano di fregata Arthur Hezlet e Stygian: il primo aveva depositato un gruppo di mine all'imbocco settentrionale e si era posizionato, emerso, nel braccio di mare, mentre il secondo battello pattugliava l'entrata meridionale. In tarda mattinata il Kamikaze penetrò da sud nello stretto ad alta velocità e prese sotto tiro il Trenchant che si immerse; nel frattempo lo Ashigara, più indietro, si era portato rasente la costa dell'isola di Sumatra sulla sinistra, ma venne a trovarsi in una posizione difficile poiché un vasto campo minato sul lato di dritta lo costrinse a procedere in uno stretto corridoio. Il capitano Hezlet individuò l'incrociatore e alle 12:15 fece lanciare otto siluri dalla distanza di 4 300 metri circa; le vedette nipponiche avvistarono gli ordigni e il contrammiraglio Miura ordinò una brusca accostata di 90°, ma le mine impedirono allo Ashigara di manovrare con la necessaria rapidità. Cinque siluri lo colpirono e arrecarono distruzioni gravi, lasciandolo alla deriva. I serventi di alcuni pezzi da 127 mm aprirono il fuoco sul periscopio del Trenchant, ma senza effetto, e alle 12:37 l'incrociatore si capovolse rapidamente e affondò (1°59′S 104°56′E) con gran parte delle truppe a bordo. Il Kamikaze fu in grado di salvare 853 membri dell'equipaggio (compreso Miura) e circa 400 soldati.
Il 20 agosto 1945 lo Ashigara fu depennato dalla lista del naviglio in servizio con la Marina imperiale.